# Notorious (álbum de Duran Duran)
Notorious es el cuarto álbum de estudio del grupo Duran Duran. Lanzado en noviembre de 1986, el álbum alcanzó la posición #16 en las listas británicas y #12 en las listas estadounidenses. Álbum con marcadas influencias de funk, las canciones más destacadas fueron "Notorious", "Skin Trade", "Meet El Presidente" y "A Matter Of Feeling".

## Listado de canciones
1. "Notorious" – 4:18
2. "American science" – 4:43
3. "Skin Trade" – 5:57
4. "A matter of feeling" – 5:56
5. "Hold me" – 4:31
6. "Vertigo (Do the Demolition)" – 4:44
7. "So misled" – 4:04
8. "Meet El Presidente" – 4:19
9. "Winter marches on" – 3:25
10. "Proposition" – 4:57

## Sencillos
1. "Notorious" (octubre de 1986)
2. "Skin Trade" (febrero de 1987)
3. "Meet El Presidente" (abril de 1987)

## Producción
- Nile Rodgers - Productor
- Duran Duran - Productores
- Daniel Abraham - Ingeniero y mezclador

- Datos: Q1933194